# Ідіоритм
Ідіоритм або осібне житіє, самовілля (грец. μόναστήριον ιδιόρυθμον, букв. — життя за власним розсудом; також ідіорритма, ідіоритмний монастир, осібножитловий монастир) — особливий вид православних монастирів на противагу монастирям-кіновіям. 
У ідіоритмах чернці можуть володіти особистою власністю, загальне тут тільки житло і богослужіння, у всьому іншому кожний чернець живе на свій особистий розсуд. Така організація монастирів, що йде врозріз з церковними правилами, з'явилася в кінці середніх віків. Ідіоритм управляється ігуменом або комітетом з ченців. Уклад життя в ідіоритмах менш суворий, ніж в кіновіях. До недавнього часу ідіоритмними були багато Афонських монастирів, але сьогодні всі вони загальножительні (проте осібножительними залишаються багато афонських скитів). 